# استفان لو میگنان
استفان لو میگنان (انگلیسی: Stéphane Le Mignan؛ زادهٔ ۴ ژوئن ۱۹۷۴) بازیکن فوتبال اهل فرانسه است.